# Firthcliffe (New York)
Firthcliffe est une census-designated place du comté d'Orange, dans l'État de New York, aux États-Unis,. En 2020, elle compte une population de 5 022 habitants.